# Sarektjåkkå
Sarektjåkkå (2.089 m s.l.m.) è una montagna svedese situata nell'estremo nord del paese.
Sarektjåkkå fa politicamente parte della contea Norrbotten, la contea più settentrionale svedese. La montagna è situata inoltre nel sud della Municipalità di Jokkmokk. Sarektjåkkå è una visitata località turistica, grazie alle sue piste sciabili lungo il versante orientale lappone del monte. La montagna fa inoltre parte del Parco nazionale Sarek rendendola così protetta da eventuali intromissioni o atti inquinanti di origine umana. La montagna, è il secondo monte della Svezia per altezza (2090 m circa).